# آق‌بابا، سلطان‌داغی
اکبابا، سالتانداگی (به لاتین: Akbaba, Sultandağı) یک  Köy  در ترکیه است که در استان افیون قره‌حصار واقع شده‌است.